# 7252 Kakegawa
7252 Kakegawa este un asteroid din centura principală de asteroizi.

## Descriere
7252 Kakegawa este un asteroid din centura principală de asteroizi. A fost descoperit pe 21 octombrie 1992 la Oohira de Takeshi Urata. El prezintă o orbită caracterizată de o semiaxă mare de 2,60 ua, o excentricitate de 0,29 și o înclinație de 13,4° în raport cu ecliptica.